# Hoca Ali Rıza
Hoca Ali Rıza (Üsküdar, 1858. – Üsküdar, 1930. március 20.) török impresszionista festő, képzőművész-tanár.

## Pályafutása
Apja lovassági parancsnok volt, és kalligráfiával is foglalkozott. Rıza érdeklődése a rajz és a festés iránt már az üsküdari elemi iskolában megmutatkozott. A Kuleli katonai középiskolában, és később a Török Katonai Akadémián is rajzolt és festett. A akadémián a festőművész Oszmán pasa, Süleyman Seyyid és a francia csendéletfestő Alfred François Guès voltak a tanárai. 1884-ben hadnagyi rangban fejezte be az akadémiát. Oszmán pasa mellé rendelték helyettes rajztanárnak. 1895-ben a császári porcelán manufaktúra tervezője lett. 1897-ben a görög–török háború idején csatajeleneket festett Nyugat-Anatóliában. 1909 és 1912 között az oszmán festőművészek társaságának volt az elnöke. 1911-ben végleg elhagyta a katonai pályát alezredesi rangban. A szépművészeti akadémián kezdett tanítani tájképfestést. Később, a költségvetés szigorítása miatt középiskolákban tanított több mint negyven éven át nagy szeretettel és türelemmel. Ezért érdemelte ki a hoca, azaz a professzor nevet. A tanítás mellett csendéleteket és tájképeket festett Isztambulról és Üsküdarról.

## Galéria

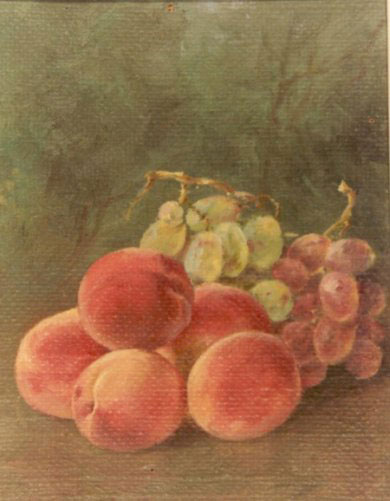
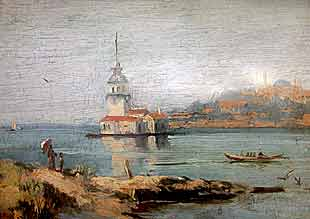
Kız Kulesi
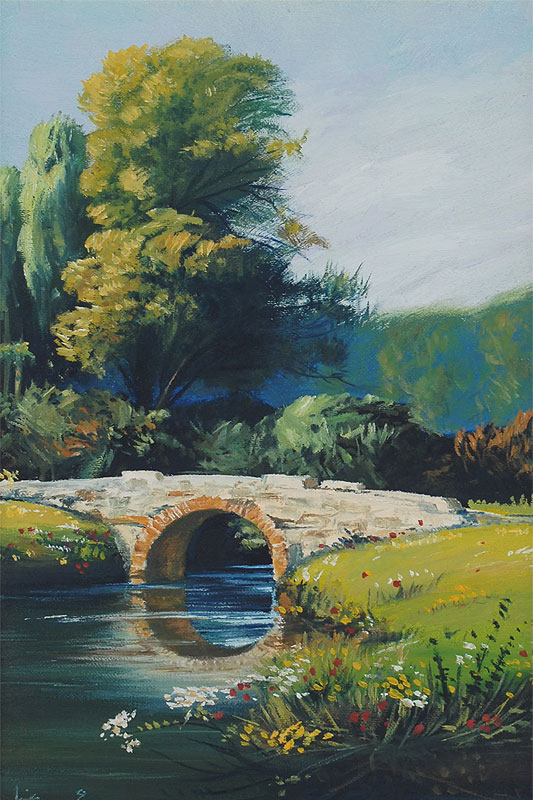
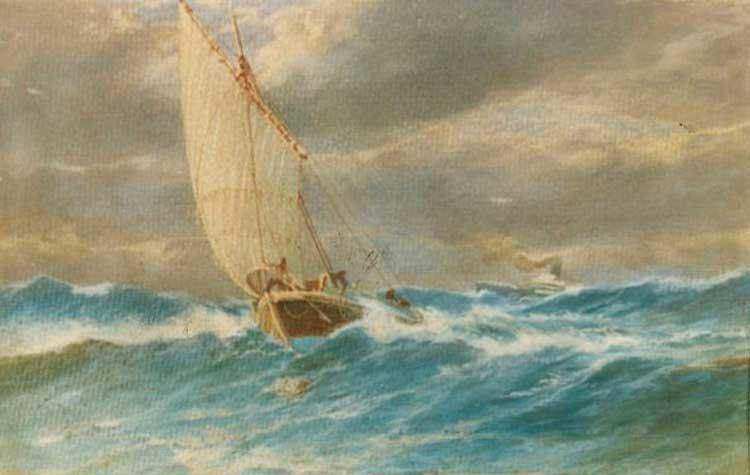
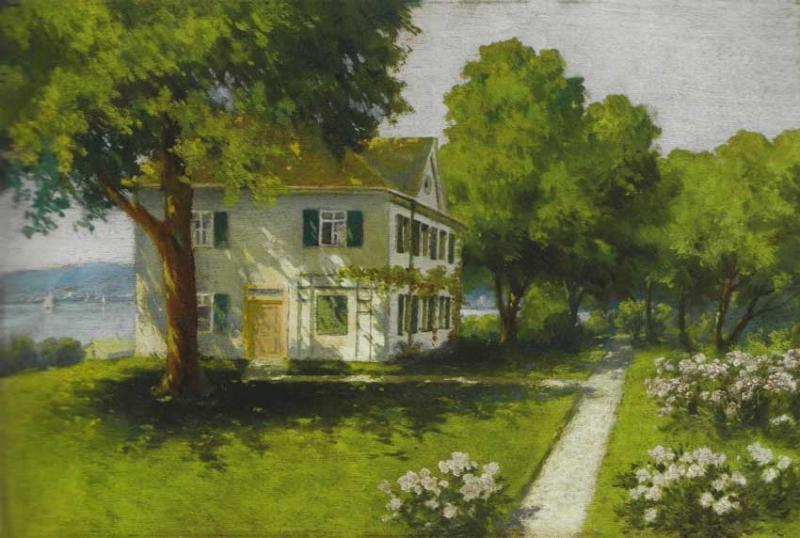